# Бібліотека № 9 для дітей (Київ)
Бібліотека № 9 для дітей Шевченківського району м. Києва.

## Адреса
04119 м.Київ вул. Білоруська, 34

## Характеристика
Площа приміщення бібліотеки — 277 м², книжковий фонд — 23,6 тис. примірників. Щорічно обслуговує 2,8 тис. користувачів, кількість відвідувань за рік — 25,0 тис., книговидач — 60,0 тис. примірників.

## Історія бібліотеки
Заснована у 1970 році. У 2002 році переїхала в нове приміщення.